# Shinta Fukushima
Shinta Fukushima (福島 新太 Fukushima Shinta?), född 28 januari 1989 i Aichi prefektur, är en japansk fotbollsspelare.
Fukushima började sin karriär 2007 i Nagoya Grampus Eight (Nagoya Grampus). Med Nagoya Grampus vann han japanska ligan 2010. 2011 flyttade han till Tokushima Vortis. Efter Tokushima Vortis spelade han för Verspah Oita.